# 永塚拓馬
永塚拓馬（日语：／ Nagatsuka Takuma，1991年10月4日—）是日本男性聲優，神奈川縣出身，身高169.7cm，血型A型，I'm Enterprise所屬，日本播音演技研究所在籍中。

## 經歷
- 2021年8月19日，所屬事務所發表於8月18日確診為新型冠狀病毒陽性[1]。
- 2021年9月8日，宣布歌手出道，所屬唱片公司為日本哥倫比亞。1st迷你專輯《dance with me》將在2021年10月6日發售。

## 人物
- 工作最常遇到的前輩是梅原裕一郎，看到梅原會有“啊，太好了”的安心感。被梅原評價“基本是個好孩子，意外的還有些不可思議”。
- 從2013年開始養狗。
- 有一個姐姐，和姐姐關係很好。
- 喜歡蛋包飯，原因之一是這是姐姐唯一會做的菜。
- 愛犬的名字叫“柚子”。
- 愛好是跑步、紅茶、唱歌、閱讀，特長是陶笛和倒立。

## 演出作品
※粗體字為主要角色

### 電視動畫
2014年
- CROSSANGE 天使與龍的輪舞（電影演員）
- 四月是你的謊言（足球部員）
- 人生（男子）
- 七大罪（村人A）
- 幕末Rock（久坂玄瑞）
- 魔法科高中的劣等生（中野新、男學生）

2015年
- 終結的熾天使（拉庫斯·威魯特、警衛兵）
- 食戟之靈（男學生B）
- The Rolling Girls（昇、愛知炸蝦飯糰團員、三重民、男、團員）
- 終結的熾天使 名古屋決戰篇（拉庫斯·威魯特）
- 機動戰士鋼彈 鐵血的孤兒（少年兵）
- 高校星歌劇（學生）

2016年
- 疾走王子Alternative（籃球社、同學）
- GATE 奇幻自衛隊 在彼方的土地，如斯的戰鬥 第2期（諾可）
- Divine Gate（聖誕老人〈少年〉、評議會重臣）
- 少年阿貝GO！GO！小芝麻（日语：少年アシベ）
- 小桃小栗 Love Love物語（閑翔太）
- TABOO TATTOO－禁忌咒紋－（ヒデ）
- 半田君傳說（偽娘筒井）
- 齊木楠雄的災難（學生A、男性A）
- 星夢筆記（森拓海）

2017年
- 時間飛船24（31歲少年1）
- 鎖鏈戰記 ～赫克瑟塔斯之光～（達斯提）
- Classicaloid（男學生）
- 我的英雄學院 第2期（口田甲司）
- 覆面系NOISE（男子學生2、男性2）
- 活擊 刀劍亂舞（狐之助）
- 妖怪公寓的優雅日常（男學生C）
- 猜謎王（苑原明良）
- 偶像大師SideM（冬美旬）
- 調教咖啡廳（帥哥）

2018年
- 齊木楠雄的災難 第2期（男學生）
- Butlers～千年百年物語～（青葉螢）
- 後街女孩（握手會工作人員）
- 異世界魔王與召喚少女的奴隷魔術（豹人族B）
- 高分少女（友人A、觀眾C）
- 魔法律事務所（送貨員）
- DOUBLE DECKER！道格＆基里爾（雅普魯·比伯）
- 偶像大師 SideM 有理由Mini！（冬美旬）
- 我的英雄學院 第3期（口田甲司）

2019年
- 星光王子 KING OF PRISM -Shiny Seven Stars-（西園寺玲央）
- 高校星歌劇 第3期（學生）
- 擅長捉弄人的高木同學2（廣志）
- 實況主的逃脫遊戲【直播中】（赤札千裕）
- 星合之空（男學生）
- 募戀英雄 PIECE OF TRUTH（都築誠〈少年期〉）

2020年
- number24（日吉流星）
- 我的英雄學院 第4期（口田甲司）
- 用我的手指蹂躪妳！～打烊後的沙龍、被壞心眼欺負（千葉要） - 通常版
- 遊戲王SEVENS（安立吉男）
- 更多！怪傑佐羅力（柯布魯）
- 黑色五葉草（伊那）
- 高校之神（鬼基）

2021年
- 怪病醫拉姆尼（克洛）
- WAVE!!～來衝浪吧!!～（男學生）
- SK8 the Infinity（知念實也〈MIYA〉）
- BACK ARROW（哥特）
- 我的英雄學院 第5期（口田甲司）
- 陰晴不定的體操哥哥（小孩）
- D_CIDE TRAUMEREI THE ANIMATION（ポンスケ）
- VISUAL PRISON 視覺監獄（沃芙·伊莉莎白）

2022年
- 擅長捉弄人的高木同學3（廣志）
- 相合之物（瀨戶咲季）
- 遊戲王GO RUSH（波奇）
- 我的英雄學院 第6期（口田甲司）

2023年
- 為了養老，我要在異世界存8萬枚金幣（特奧多爾）
- REVENGER（旋棍之捨）
- 第二次被異世界召喚（神代冬真）
- 成為悲劇元凶的最強異端，最後頭目女王為了人民犧牲奉獻（艾利克[2]）
- 香格里拉·開拓異境～糞作獵手挑戰神作～（玲司）
- 神奇柑仔店（鳥山浩）
- 柚木家的四兄弟（森田）
- 『催眠麥克風-Division Rap Battle-』Rhyme Anima +（製作人）

2024年
- 轉生為第七王子，隨心所欲的魔法學習之路（酷洛[3]）

2025年
- 最弱技能《果實大師》 ～關於能無限食用技能果實（吃了就會死）這件事～（萊特[4]）
- 中年大叔轉生反派千金（皮耶爾·傑摩[5]）
- 受到猩猩之神庇佑的大小姐受到王立騎士團寵愛（艾迪·費雷斯[6]）
- 費馬的料理（維畢亞·米洛[7]）
- 轉生為第七王子，隨心所欲的魔法學習之路（第2期）（酷洛[8]）

2026年
- 打工仔的拷問日常（米克[9]）

### OVA
2025年
- SK∞ EXTRA PART（知念實也[10]）

### 劇場版動畫
2016年
- 星光少男 KING OF PRISM by PrettyRhythm（西園寺玲央）

2017年
- 星光少男 KING OF PRISM -PRIDE the HERO-（西園寺玲央）

2018年
- 我的英雄學院劇場版：兩個人的英雄（口田甲司）

2019年
- 我的英雄學院劇場版：英雄新世紀（口田甲司）

2020年
- 星光王子 KING OF PRISM ALL STARS -星光時尚秀 ☆ Best Ten-（西園寺玲央）

2024年
- 星光王子 KING OF PRISM -Dramatic PRISM.1-（西園寺玲央[11]）

2025年
- 星光王子 KING OF PRISM -Your Endless Call-（西園寺玲央[12]）

### 網路動畫
2015年
- 小桃小栗 Love Love物語（閑翔太）

2020年
- 寶可夢 破曉之翼「EXPANSION ～群星會～」（彼特）

### 遊戲
2015年
- 偶像大師 SideM（冬美旬）
- 白貓Project（グリ)
- マジカルデイズ(陸卡)
- ツイステ（ネーヅュ）

2018年
- 夢王國與沉睡中的100位王子殿下（希里爾）
- 永恆冒險（貝魯加莫特）

2022年
- 寶可夢大師（彼特）

### 廣播劇CD
2015年
- 声はして涙は見えぬ濡れ鳥（久喜宮聖人［小學生時代、中學生時代］）
- 桜の花の紅茶王子4卷廣播劇CD附贈初回限定版（學生會副會長）

### 音樂CD
| 發行日期 | 名稱                                              | 名義 | 歌曲                                                                                | 商業搭配                     |
| 2015年   | 2015年                                            | 2015年 | 2015年                                                                              | 2015年                       |
| -------- | ------------------------------------------------- | --- | ----------------------------------------------------------------------------------- | ---------------------------- |
| 7月22日  | THE IDOLM@STER SideM ST@RTING LINE -04 High×Joker | High×Joker［伊瀨谷四季（野上翔）、秋山隼人（千葉翔也）、若里春名（白井悠介）、冬美旬（永塚拓馬）、榊夏来（渡邊紘）］ | 「HIGH JUMP NO LIMIT」 「JOKER↗オールマイティ」 「DRIVE A LIVE（High×Joker ver.）」 | 遊戲『偶像大師 SideM』角色歌 |

## 外部連結
- I'm Enterprise官方簡歷